# (73497) 2002 RT13
(73497) 2002 RT13 – planetoida z pasa głównego asteroid okrążająca Słońce w ciągu 5,75 lat w średniej odległości 3,21 j.a. Odkryta 4 września 2002 roku.